# John Hennessey
John Hennessey, właśc. John Francis Hennessey (ur. 27 października 1900 w Indianapolis; zm. sierpień 1981 w Stuart) – amerykański tenisista, zwycięzca U.S. National Championships 1928 w grze podwójnej, reprezentant kraju w Pucharze Davisa.

## Kariera tenisowa
Hennessey w trakcie swojej kariery wygrał raz U.S. National Championships (obecnie US Open), w konkurencji gry podwójnej w 1928 wspólnie z George’em Lottem. W 1925 został finalistą Wimbledonu razem z Rayem Caseyem. Startując w zawodach singlowych został ćwierćfinalistą U.S. National Championships w 1925 i 1928 oraz ćwierćfinalistą Wimbledonu w 1927.
W latach 1928–1929 reprezentował Stany Zjednoczone w Pucharze Davisa notując bilans czternastu zwycięstw i dwóch porażek. W każdej z edycji Amerykanie przegrywali w finale z Francją.

### Finały w turniejach wielkoszlemowych

#### Gra podwójna (1–1)
| Końcowy wynik | Nr | Data | Turniej                                | Nawierzchnia | Partner     | Przeciwnicy                  | Wynik finału             |
| ------------- | -- | ---- | -------------------------------------- | ------------ | ----------- | ---------------------------- | ------------------------ |
| Finalista     | 1. | 1925 | Wimbledon, Londyn                      | Trawiasta    | Ray Casey   | Jean Borotra René Lacoste    | 4:6, 9:11, 6:4, 6:1, 3:6 |
| Zwycięzca     | 1. | 1928 | U.S. National Championships, Nowy Jork | Trawiasta    | George Lott | Gerald Patterson John Hawkes | 6:2, 6:1, 6:2            |